# Kocioł eworsyjny

kocioł eworsyjny

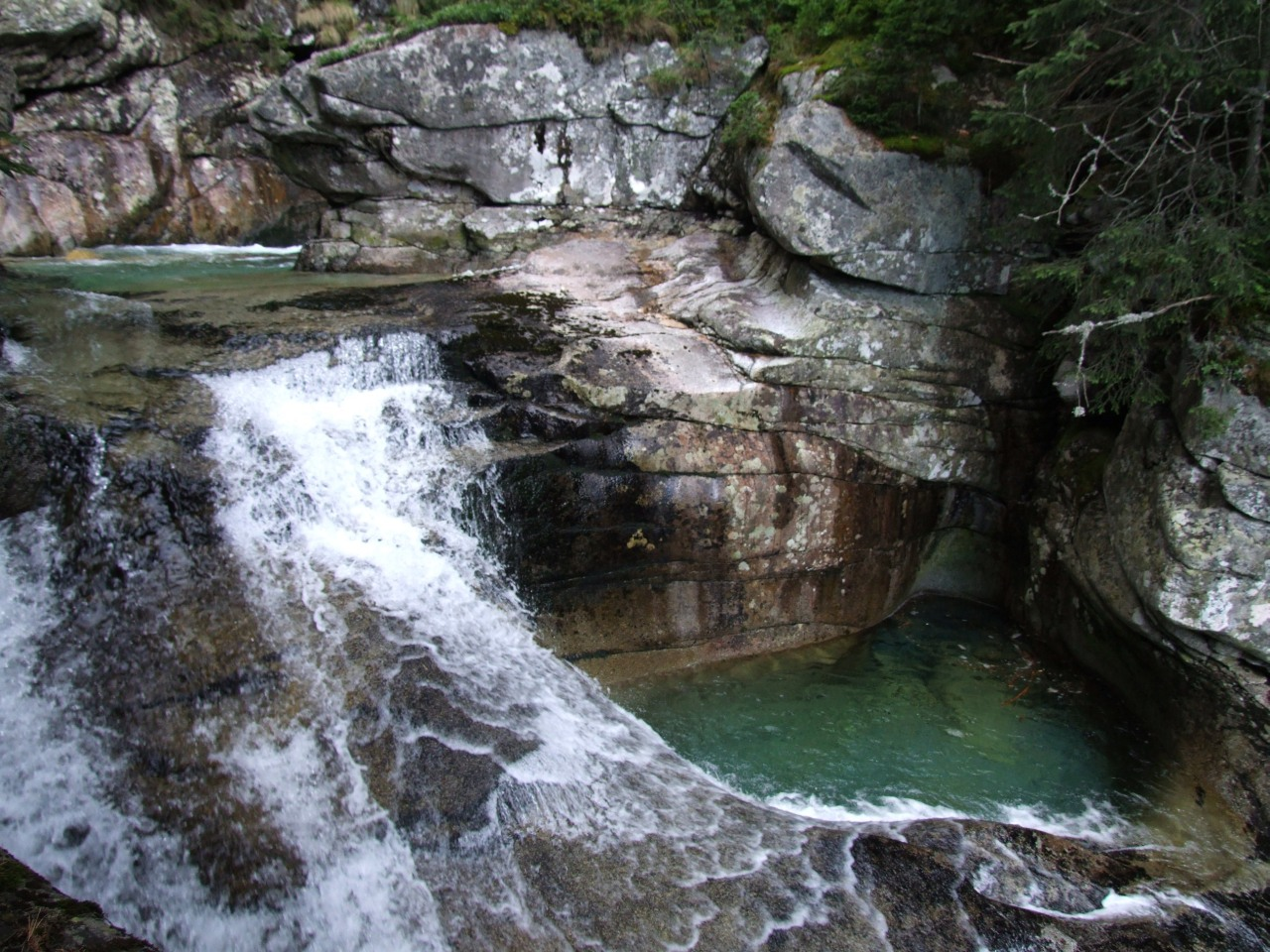
Kotły eworsyjne na Zimnej Wodzie w Tatrach

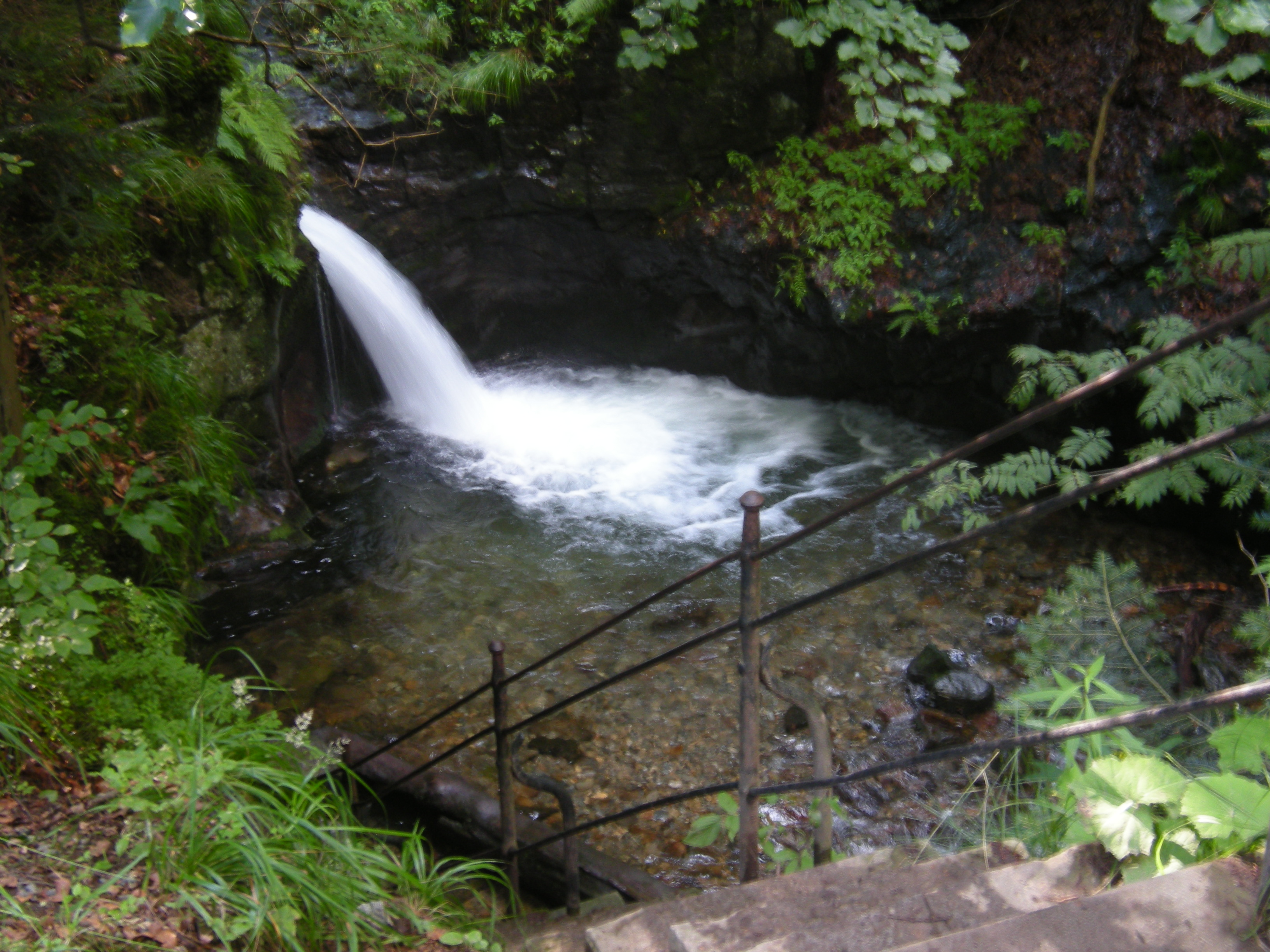
Vodopády Stříbrného potoka w Skorošicach

Kocioł eworsyjny (kocioł wirowy, niewłaściwie: marmit) – przegłębienie w dnie cieku wodnego (strumienia lub rzeki) powstałe w wyniku eworsji, zwykle u podnóża wodospadu lub progu skalnego w korycie, w rozszerzeniach lub zakrętach koryta ewentualnie koło innych przeszkód w nurcie (przyczółki mostowe itp).
Kotły eworsyjne formowane w luźnych skałach spoistych, o małej wytrzymałości, mają zwykle krótkotrwały (efemeryczny) charakter, niewielkie rozmiary, a nachylenie ścian zróżnicowane w zależności od stopnia spójności materiału podłoża. W potokach górskich spotyka się kociołki o głębokościach 2–3 m, a w bardziej obfitych w wodę ciekach – do 6 m. W dnie Dunajca znaleziono kotły o głębokości do 50 m. Największe kotły eworsyjne powstają u stóp wielkich wodospadów. Kotły eworsyjne u stóp wodospadu Niagara mają głębokość sięgającą 60 m.
Najefektowniejsze kotły eworsyjne, przypominające marmity wyglądem (lecz nie pochodzeniem), tworzą się w litej, zwięzłej skale. Powstają one, gdy spadająca z progu woda trafia na niesymetrycznie ułożone podłoże. Woda zaczyna na nim wirować wokół osi pionowej, a porwany nią gruz zaczyna krążyć, żłobiąc okrągłe zagłębienie. Kolejne kamienie działają jak frezy, szorując po jego dnie i po bokach. W rezultacie wieloletniego działania tworzy się okrągła, wygładzona niecka lub studnia, o głębokości sięgającej do kilku metrów, w której można dostrzec czasem kuliście obrobione kamienie. Kamienie te z czasem „zużywają się” i są zastępowane przez potok kolejnymi, nowymi głazami. Kocioł powoli się poszerza i podcina ścianę wodospadu. Po zawaleniu się części skał otwiera się nowy próg wodospadu. W nowym miejscu tworzy się kolejny kocioł eworsyjny, a poprzednie pozostają porzucone przed licem wodospadu.